# Ola Majekodunmi
Ola Majekodunmi est une présentatrice de radio irlandaise, une militante de langue irlandaise et une cinéaste.

## Carrière
Majekodunmi commence à présenter une émission de radio avec Raidió na Life en 2014, présentant les émissions Seinnliosta an tSathairn et Afra-Éire. Elle contribue fréquemment à d'autres émissions de radio sur RTÉ Raidió na Gaeltachta, RTÉ 2FM et RTÉ 2XM. Elle est également l'une des principales contributrices au podcast Motherfoclóir hébergé par Darach Ó Séaghdha. Elle est nommée aux National Student Media Awards dans la catégorie Iriseoireacht trí Ghaeilge et aux Student Achievement Awards Ireland dans la catégorie "feachtas bliain na Gaeilge". Elle est MC de la Dance Zone lors de la Journée de l'Afrique 2018 à Dublin. Elle est l'une des invitées de l'émission Pantisocracy de RTÉ Radio 1, animée par Panti.
En 2018, Majekodunmi réalise le court métrage What does Irishness Look Like? qui examine les questions relatives aux préjugés et à l'identité nationale en Irlande,. Elle est cofondatrice de Beyond Representation, qui cherche à rassembler et célébrer les femmes de couleur en Irlande. Majekodunmi parle des problèmes liés au racisme en Irlande et de la terminologie problématique en irlandais concernant les Noirs,.

## Vie privée
Majekodunmi est né à Lagos au Nigéria. Elle arrive en Irlande à l'âge de sept mois avec sa famille qui demande l'asile et s'installe dans le quartier de Ranelagh à Dublin. Majekodunmi fréquente des écoles entièrement irlandaises, Gaelscoil Lios na nÓg et Coláiste Íosagáin. Elle est titulaire d'un diplôme en anglais, média et études culturelles, et d'une maîtrise en production de diffusion numérique, tous deux de l'Institut d'art, de design et de technologie Dún Laoghaire.